# Tiril Udnes Weng
Tiril Udnes Weng (Lørenskog, 29 settembre 1996) è una fondista norvegese, vincitrice di tre medaglie iridate e della Coppa del Mondo nel 2023.

## Biografia
Tiril Udnes Weng, sorella gemella della fondista Lotta e attiva in gare FIS dal dicembre del 2012, in Coppa del Mondo ha esordito l'11 marzo 2015 a Drammen (47ª) e ha colto il suo primo podio a Lahti il 10 febbraio 2019 (2ª). Ai Mondiali di Seefeld in Tirol 2019, suo esordio iridato, è stata 15ª nella sprint; il 1º marzo 2020 ha conquistato nella staffetta di Lahti la prima vittoria in Coppa del Mondo. Ai Mondiali di Oberstdorf 2021 ha vinto la medaglia d'oro nella staffetta e si è classificata 19ª nella 10 km, 7ª nella 30 km, 6ª nella sprint e 6ª nella sprint a squadre; l'anno dopo ai XXIV Giochi olimpici invernali di Pechino 2022, suo esordio olimpico, si è piazzata 21ª nella 10 km, 14ª nella 30 km, 9ª nella sprint, 8ª nella sprint a squadre e 5ª nella staffetta. Ai Mondiali di Planica 2023 ha conquistato la medaglia d'oro nella staffetta, quella d'argento nella sprint a squadre ed è stata 12ª nella 10 km, 9ª nella 30 km e 6ª nella sprint. Al termine della stagione 2022-2023 si è aggiudicata la Coppa del Mondo generale.

## Palmarès

### Mondiali
- 3 medaglie:
  - 2 ori (staffetta a Oberstdorf 2021; staffetta a Planica 2023)
  - 1 argento (sprint a squadre a Planica 2023)

### Mondiali juniores
- 4 medaglie:
  - 1 oro (staffetta a Almaty 2015)
  - 1 argento (staffetta a Râșnov 2016)
  - 2 bronzi (staffetta a Val di Fiemme 2014; 10 km a Râșnov 2016)

### Coppa del Mondo
- Vincitrice della Coppa del Mondo nel 2023
- 14 podi (8 individuali, 6 a squadre):
  - 2 vittorie (a squadre)
  - 3 secondi posti (1 individuale, 2 a squadre)
  - 9 terzi posti (7 individuali, 2 a squadre)

#### Coppa del Mondo - vittorie
| Data            | Località | Nazione   | Specialità                                                         |
| --------------- | -------- | --------- | ------------------------------------------------------------------ |
| 1º marzo 2020   | Lahti    | Finlandia | 4x5 km (con Ingvild Flugstad Østberg, Therese Johaug e Heidi Weng) |
| 24 gennaio 2021 | Lahti    | Finlandia | 4x5 km (con Therese Johaug, Helene Marie Fossesholm e Heidi Weng)  |

#### Coppa del Mondo - competizioni intermedie
- 3 podi di tappa:
  - 1 vittoria
  - 1 secondo posto
  - 1 terzo posto

##### Coppa del Mondo - vittorie di tappa
| Data            | Località    | Nazione  | Competizione | Specialità  |
| --------------- | ----------- | -------- | ------------ | ----------- |
| 1º gennaio 2023 | Val Müstair | Svizzera | Tour de Ski  | 10 km TC PU |

Legenda:

TC = tecnica classica

PU = inseguimento